# 2000年夏季残疾人奥林匹克运动会菲律宾代表团
2000年夏季残疾人奥林匹克运动会菲律宾代表团是菲律宾派出的2000年夏季残疾人奥林匹克运动会代表团。获得1枚铜牌。